# جفری دین مورگان
جفری دین مورگان (انگلیسی: Jeffrey Dean Morgan، زاده ۲۲ آوریل ۱۹۶۶) یک بازیگر آمریکایی است. او بیشتر به خاطر ایفای نقش شخصیت نیگان اسمیت در سریال درام ترسناک مردگان متحرک (۲۰۱۶–۲۰۲۲) از ای‌ام‌سی شناخته شده است، نقشی که او در سریال اسپین آف مردگان متحرک: شهر مرده (۲۰۲۳–اکنون) بازی کرد که برای هر دو سریال مورد تحسین منتقدان قرار گرفته است. او همچنین در نقش‌های تلویزیونی مانند جان وینچستر در سریال ترسناک فانتزی سوپرنچرال از سی‌دابلیو (۲۰۰۵–۲۰۰۷؛ ۲۰۱۹)، دنی دوکت در سریال درام پزشکی آناتومی گری (۲۰۰۶–۲۰۰۹)، جیسون کروز در سریال درام سیاسی. همسر خوب (۲۰۱۵–۲۰۱۶)، جو کسلر در سریال پسران (۲۰۲۴) از آمازون پرایم ویدئو ظاهر شده است، و همچنین نقش‌های سینمایی از جمله ویلیام گالاگر در پی‌نوشت: دوستت دارم (۲۰۰۷)، کمدین در فیلم ابرقهرمانی نگهبانان (۲۰۰۹)، کلی دربازنده‌ها (۲۰۱۰)، گروهبان سرگرد اندرو تانر در سحرگاه سرخ (۲۰۱۲) و مأمور هاروی راسل در رمپیج (۲۰۱۸) انجام داده است.

## زندگی‌نامه
مورگان در سیاتل، واشینگتن در خانواده سندی توماس و ریچارد دین مورگان متولد شد. او در کرکلند، واشینگتن بزرگ شد و در مدرسه ابتدایی بن فرانکلین و دبیرستان رز هیل تحصیل کرد. او در سال ۱۹۸۴ از دبیرستان لیک واشینگتن فارغ‌التحصیل شد و برای مدت کوتاهی به کالج اسکاگیت ولی رفت تا حرفه بسکتبال را دنبال کند. پس از آسیب دیدگی از ناحیه پا که به امید او برای تبدیل شدن به یک بازیکن حرفه ای پایان داد، مدرسه را رها کرد تا به دیگر علایق خود مانند نقاشی و نویسندگی ادامه دهد. در حالی که به یکی از دوستانش کمک می‌کرد تا از سیاتل به لس‌آنجلس برود، و فقط قصد داشت برای یک آخر هفته بماند، تصمیم گرفت برای همیشه در آنجا زندگی کند تا بازیگری را دنبال کند. «من وارد بازیگری شدم، فهمیدم کمی استعداد دارم و آن را دنبال کردم.»

## زندگی خصوصی
در ۳۰ مه ۱۹۹۲، مورگان با آنیا لانگل بازیگر در لاس وگاس ازدواج کرد و در سال ۲۰۰۳ از هم جدا شدند. در سال ۲۰۰۷ با بازیگر سریال علف، مری لوییز پارکر (خود جفری هم در این سریال بازی می‌کرد) آشنا شد. این دو تا آوریل ۲۰۰۸ نامزد بودند. در سال ۲۰۰۹ مورگان رابطه جدیدی را با هیلاری بورتون آغاز کرد و پسرشان، اگاستس دین مورگان در مارس ۲۰۱۰ زاده شد.
در مارس ۲۰۱۸ بورتون در اینستاگرام خود خبر زاده شدن دخترش را در فوریه همان سال اعلام کرد.

## فیلم‌شناسی

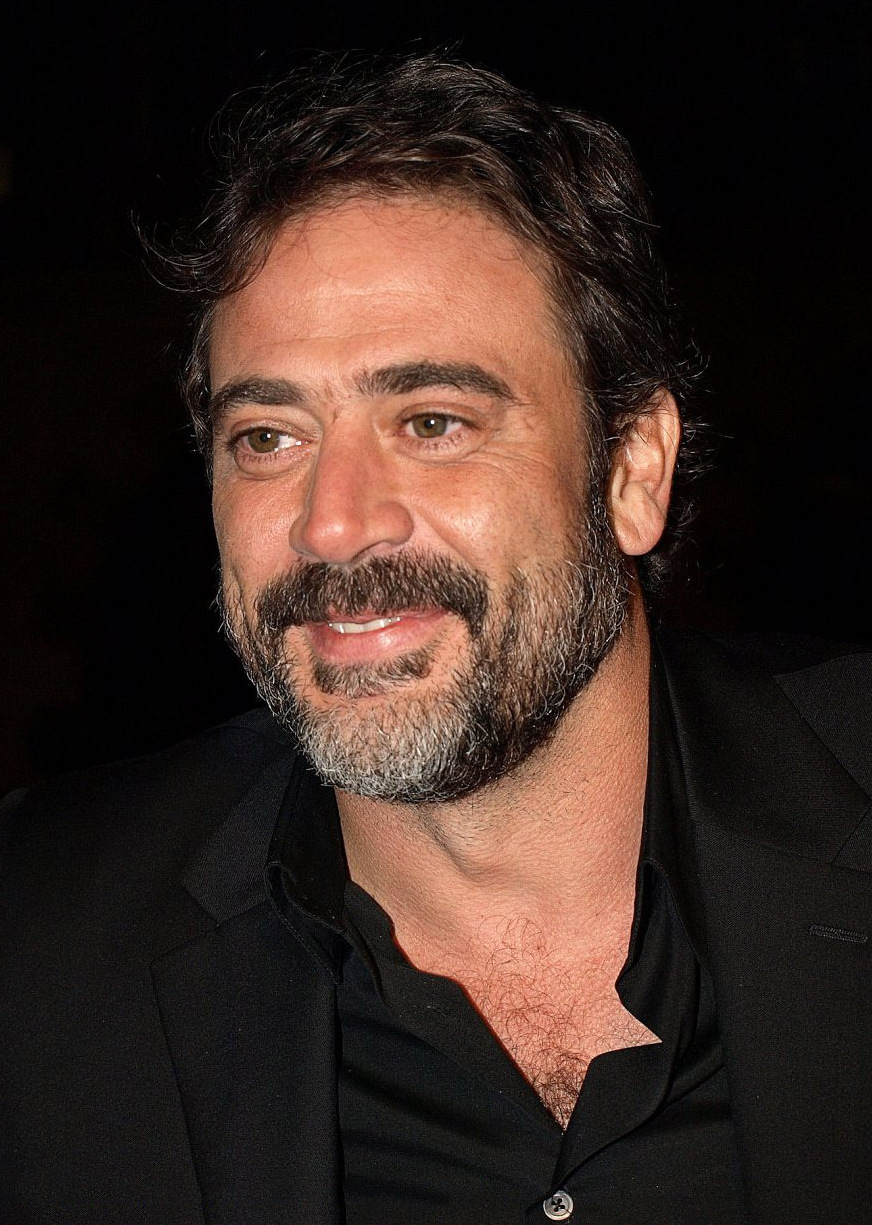
مورگان در اولین نمایش نگهبانان در سال ۲۰۰۹

### فیلم
| سال  | عنوان                            | نقش                      | یادداشت                                       |
| ---- | -------------------------------- | ------------------------ | --------------------------------------------- |
| ۱۹۹۱ | بدون قفس                         | شارکی                    |                                               |
| ۱۹۹۱ | برای عبور از روبیکون             | راد                      |                                               |
| ۱۹۹۵ | دیلینگر و کاپون                  | جک بنت                   |                                               |
| ۱۹۹۵ | گرمای پنهان                      | رامون                    |                                               |
| ۱۹۹۶ | در یک چشم برهم زدن               | جسی                      | فیلم تلویزیونی                                |
| ۱۹۹۷ | فریب قانونی                      | تاد هانتر                |                                               |
| ۱۹۹۹ | کشتار جاده                       | بابی                     |                                               |
| ۲۰۰۳ | چیزی بیشتر                       | دنیل                     | فیلم کوتاه                                    |
| ۲۰۰۴ | مرده و صبحانه                    | کلانتر                   |                                               |
| ۲۰۰۴ | شش: نشان لگام گسیخته             | تام نیومن                | فیلم ویدیوئی                                  |
| ۲۰۰۵ | تعقیب ارواح                      | کارآگاه کول دیویس        | فیلم ویدیوئی                                  |
| ۲۰۰۶ | مربا                             | دیل                      | فیلم تلویزیونی                                |
| ۲۰۰۷ | زنده                             | ریک                      |                                               |
| ۲۰۰۷ | کابلویی                          | برد                      |                                               |
| ۲۰۰۷ | دوستت دارم                       | ویلیام گالاگر            |                                               |
| ۲۰۰۸ | شوهر تصادفی                      | پاتریک                   | فیلم ویدیوئی                                  |
| ۲۰۰۸ | روزهای خشم                       | برایان گوردون            |                                               |
| ۲۰۰۹ | نگهبانان                         | کمدین                    |                                               |
| ۲۰۰۹ | به‌دست آوردن وودستاک              | دن                       |                                               |
| ۲۰۱۰ | شانگهای                          | کانر                     |                                               |
| ۲۰۱۰ | بازنده‌ها                         | کلی                      |                                               |
| ۲۰۱۱ | ساکن                             | مکس                      |                                               |
| ۲۰۱۱ | صلح، عشق و سوء تفاهم             | جود                      |                                               |
| ۲۰۱۱ | قتلگاه‌های تگزاس                  | برایان هی                |                                               |
| ۲۰۱۱ | قانون‌شکن                         | پیک                      | فیلم ویدئو به‌درخواست، همچنین تهیه‌کننده اجرایی |
| ۲۰۱۲ | تسخیر                            | کلاید برنک               |                                               |
| ۲۰۱۲ | سحرگاه سرخ                       | گروهبان سرگرد اندرو تانر |                                               |
| ۲۰۱۴ | رستگاری                          | هنری دلرو                |                                               |
| ۲۰۱۴ | آن‌ها باهم آمدند                  | فرانک                    |                                               |
| ۲۰۱۵ | تسلی خاطر                        | جو مریوتر                |                                               |
| ۲۰۱۵ | سرقت                             | لوک وان                  | فیلم ویدئو به‌درخواست                          |
| ۲۰۱۵ | اسلحه برای استخدام               | بروس                     |                                               |
| ۲۰۱۵ | دسیرتو                           | سم                       |                                               |
| ۲۰۱۶ | بتمن در برابر سوپرمن: طلوع عدالت | توماس وین                | بدون ذکر در تیتراژ                            |
| ۲۰۱۸ | رمپیج                            | هاروی راسل               |                                               |
| ۲۰۲۰ | قتل‌های کارت‌پستالی                | جیکوب کانن               | همچنین تهیه‌کننده اجرایی                       |
| ۲۰۲۰ | واکاوی جو                        | کال مک‌کارتی              |                                               |
| ۲۰۲۱ | نامقدس                           | جری فن                   |                                               |
| ۲۰۲۲ | صداقت جوزف چمبرز                 | رئیس پلیس                |                                               |
| ۲۰۲۲ | سقوط                             | جیمز کانر                |                                               |
| ۲۰۲۵ | دیده‌بان محله                     | اد دیرمن                 |                                               |

### تلویزیون
| سال             | عنوان                      | نقش                  | یادداشت                                                          |
| --------------- | -------------------------- | -------------------- | ---------------------------------------------------------------- |
| ۱۹۹۵            | مفرط                       | جک هاوکینز           | ۲ قسمت                                                           |
| ۱۹۹۵            | جاگ                        | افسر سلاح            | قسمت: «سایه»                                                     |
| ۱۹۹۶            | لغزنده                     | سید                  | قسمت: «ال سید»                                                   |
| ۱۹۹۶–۱۹۹۷       | منطقه سوخته                | دکتر ادوارد مارکاز   | بازیگر اصلی                                                      |
| ۲۰۰۰            | واکر، رنجر تگزاس           | جیک هوبارت           | قسمت: «فرزند امید»                                               |
| ۲۰۰۱            | بخش فوریت‌های پزشکی         | آتش‌نشان لارکین       | قسمت: «عبور»                                                     |
| ۲۰۰۲            | تمرین                      | دنیل گلن             | قسمت: امتحان»                                                    |
| ۲۰۰۲            | JAG                        | والی تکنسین سیا      | ۲ قسمت                                                           |
| ۲۰۰۲            | آنجل                       | سام رایان            | قسمت: «ارائه دهنده»                                              |
| ۲۰۰۲            | بخش                        | پدر ویلیام ناتالی    | قسمت: «مرا ببخش پدر»                                             |
| ۲۰۰۳            | سی‌اس‌آی                     | مأمور مخفی شماره ۱   | قسمت: «همه برای کشورمان»                                         |
| ۲۰۰۳            | پیشتازان فضا: انترپرایز    | دامرون               | قسمت: «خیابان کارپنتر»                                           |
| ۲۰۰۴            | گرداننده                   | مایک                 | ۲ قسمت                                                           |
| ۲۰۰۴            | تماس واقعی                 | جفری پاین            | قسمت: «دو جفت»                                                   |
| ۲۰۰۴            | مانک                       | استیون لیت           | قسمت: «آقای مانک منهتن را می‌گیرد»                                |
| ۲۰۰۵            | او. سی.                    | جو زوکوفسکی          | قسمت: «همدست»                                                    |
| ۲۰۰۵            | علف                        | جودا بوتوین          | ۲ قسمت                                                           |
| ۲۰۰۵–۲۰۰۷; ۲۰۱۹ | سوپرنچرال                  | جان وینچستر / عزازیل | تکرارشونده؛ ۱۳ قسمت                                              |
| ۲۰۰۶–۲۰۰۹       | آناتومی گری                | دنی دوکت             | تکرارشونده (فصل ۲–۳, ۵); ۲۳ قسمت                                 |
| ۲۰۱۲–۲۰۱۳       | شهر جادو                   | آیک ایوانز           | نقش اصلی                                                         |
| ۲۰۱۴            | بی‌شرم                      | چارلی پیترز          | قسمت: «Lazarus»                                                  |
| ۲۰۱۵            | زندگی مخفی مرلین مونرو     | جو دی‌ماجیو           | مینی سریال                                                       |
| ۲۰۱۵            | صعود تگزاس                 | «دف» اسمیت           | مینی سریال                                                       |
| ۲۰۱۵            | دارای هستی                 | جی دی ریشتر          | نقش اصلی                                                         |
| ۲۰۱۵–۲۰۱۶       | همسر خوب                   | جیسون کروز           | نقش اصلی (فصل 7)                                                 |
| ۲۰۱۶–۲۰۲۲       | مردگان متحرک               | نیگان اسمیت          | ستاره مهمان ویژه (فصل ۶), بازیگر اصلی (فصل ۷–۱۱); ۶۴ قسمت        |
| ۲۰۱۷            | مرغ ربات                   | نیگان اسمیت          | صدا؛ قسمت: «مرغ ربات ویژه مردگان متحرک: ببینید چه کسی متحرک است» |
| ۲۰۱۷–۲۰۱۹       | با نورمن ریدوس همسوار شوید | خودش                 | ۲ قسمت                                                           |
| ۲۰۲۰            | جمعه شب با مورگان‌ها        | خودش                 | ۶ قسمت، همچنین تهیه‌کننده اجرایی                                  |
| ۲۰۲۱            | مردگان متحرک: ریشه‌ها       | خودش                 | قسمت: «داستان نیگان»                                             |
| ۲۰۲۲            | پوست پلنگ                  | لاسال                | نقش اصلی؛ ۸ قسمت                                                 |
| ۲۰۲۳–اکنون      | مردگان متحرک: شهر مرده     | نیگان اسمیت          | نقش اصلی؛ همچنین تهیه‌کننده اجرایی                                |
| ۲۰۲۴–اکنون      | پسران                      | جو کسلر              | بازیگر اصلی (فصل ۴); ۶ قسمت                                      |

### بازی‌های ویدیویی
| سال  | عنوان | نقش         | یادداشت            |
| ---- | ----- | ----------- | ------------------ |
| ۲۰۱۹ | تکن ۷ | نیگان اسمیت | محتوای قابل دانلود |